# 航空史

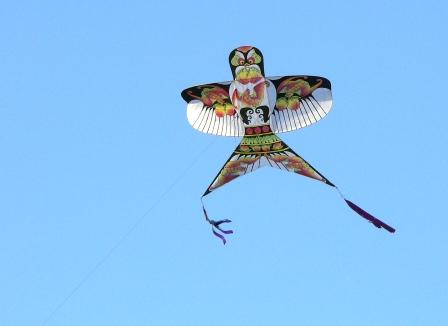
风筝在2000多年前由中国人发明，它是人类最早的重于空气的航空器之一，其原理对现代飞机的发展产生了重大影响。

人类很早就有像鸟类一样在空中飞行的梦想，甚至包括古人用的石头和矛等、到古希腊人阿尔库塔斯所制造的机械鸽、远至澳大利亚的飞去来器等。另外人类还通过神话传说来表达自己对如同鸟类一样在天空中自由飞行的渴望。随着社会的发展，人类掌握了一定的手工技术，古代中国人相继发明了风筝、天灯等可以飞入空中的人造物。进入文艺复兴时期后，欧洲的学者们开始以科学的方法探讨并尝试进行载人航空器的设计。到了18世纪末期，工业革命给自然科学技术的发展注入了强大动力，人类的航空技术也因此开始迅速发展，热气球、飞艇、滑翔机和飞机等众多现代航空器在一个多世纪的时间里相继被发明并发展成熟，两次世界大战更是进一步刺激了飞机制造业的进步。到了20世纪中叶以后，人类踏入了航天领域。现在航空业已经成为人类最前沿、最具影响力的科技和产业领域。

## 古代歷史

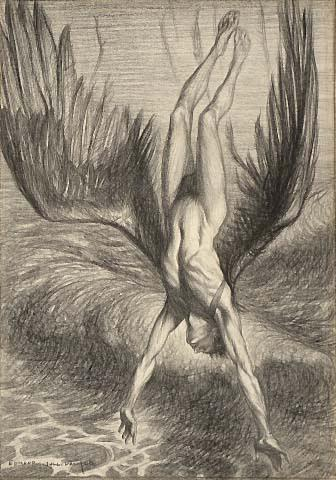
伊卡洛斯的坠落
古希腊传说中伊卡洛斯用蜡粘起羽毛做成的翅膀飞翔，却因为飞得太靠近太阳让翅膀的蜡熔化，坠海而亡。

### 古代探索
人类对于飞行的研究最早可以追溯到公元前400年左右古希臘人阿爾庫塔斯所製造的機械鴿，远至澳大利亚的迴力鏢等。另外人类还通过神话传说来表达自己对如同鸟类一样在天空中自由飞行的渴望。

### 伊卡洛斯的神话
自古以来，人类只要看到在天空中飞翔的鸟儿就会萌发在天空中自由翱翔的愿望。但在上古时期，人类囿于当时有限的科学技术水平根本无法实现这个愿望，于是只好把这个愿望寄托在神话传说中。神话的讲述者们也似乎感觉到凡人飞行绝非易事，因此在大多数古代文明的传说中飞行都是神的专利，而讲述凡人飞行的故事则少之又少。在为数不多的凡人飞行的神话中，古希腊神话中的伊卡洛斯的悲剧则是其中最广为人知的一个。
伊卡洛斯的故事讲述了希臘建築師兼發明家代达罗斯替克里特島的國王米诺斯建造了一座路線設計非常巧妙的迷宮，用來關住米诺斯那個牛頭人身的兒子米諾塔。但國王擔心迷宮的秘密走漏，於是下令將代达罗斯和他的兒子伊卡洛斯一同關進那座迷宮裡高高的塔樓，以防犯他們逃脫。為了逃出，代达罗斯設計了飛行翼。然而，飛行翼是以蠟結合鳥羽製成，不能耐高熱，代达罗斯告誡兒子：「飛行高度過低，蠟翼會因霧氣潮溼而使飛行速度受阻；而飛行高度過高，則會因強烈陽光照射的高熱而灼燒，造成蠟翼融化。」他們父子從島上的石塔展翅飛翔逃出，年輕的伊卡洛斯因初次飛行所帶來的喜悅感受，他越飛越高，因太接近太陽而使蠟翼融化，最終導致墜海身亡。父親代达罗斯目睹此景，悲傷的飛回家鄉，並將自己身上的那對蠟翼懸掛在奧林帕斯山的阿波羅神殿裡，從此不再想飛翔。
从伊卡洛斯的故事中人们或许可以感觉得到古人对于飞行那种既希冀又悲观的复杂感情。然而尽管伊卡洛斯的飞行以悲剧收场，人类对飞行的探索却未曾停步。

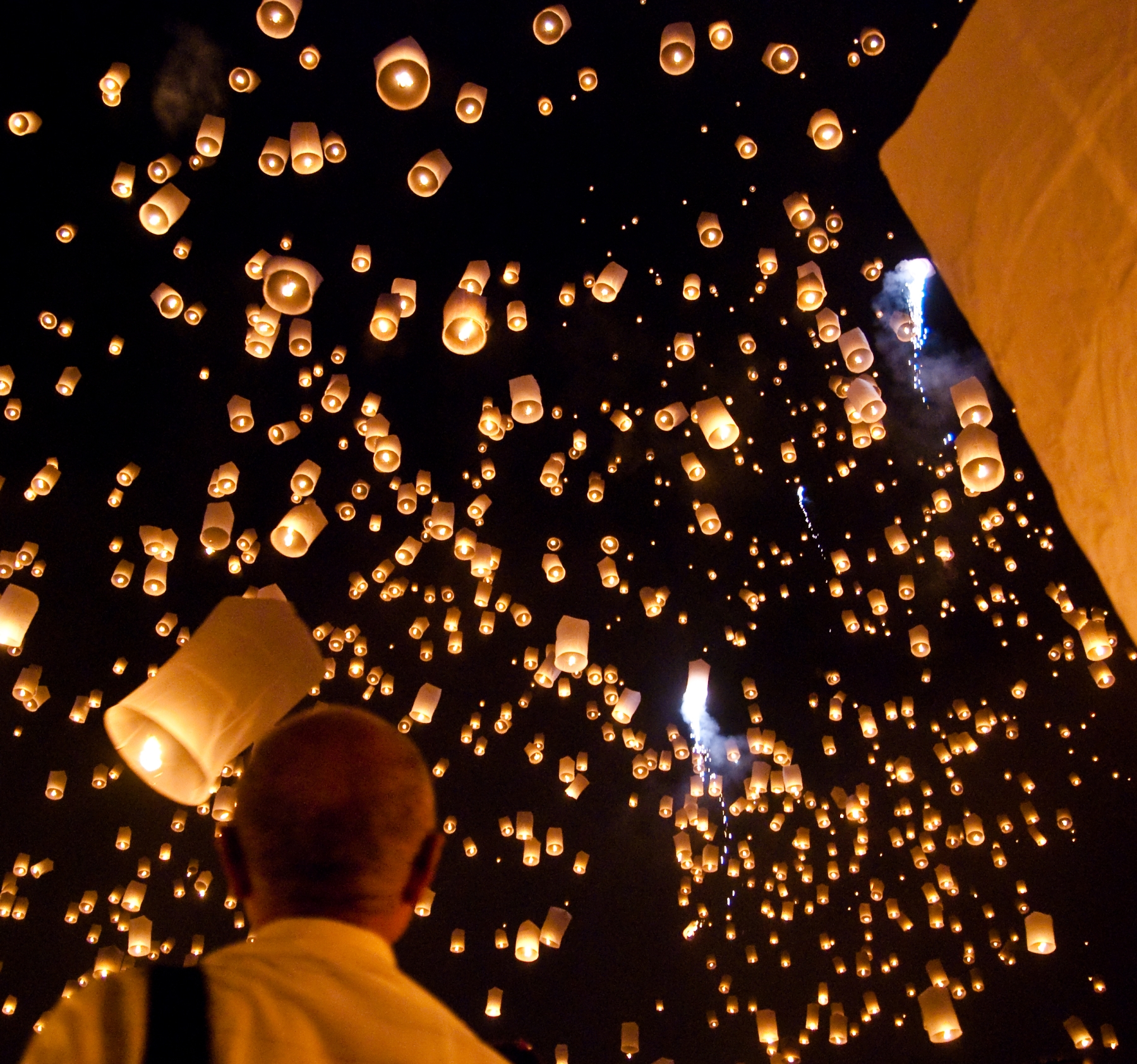
中国三国时代发明的天灯，利用密度较低的热空气让灯身飞入夜空。

### 中国
在公元前400年左右的战国时期，中国的一种叫做竹蜻蜓的玩具已经相当普遍。竹蜻蜓的原理和现代直升机、旋翼机相同，其文字记载最早见于东晋时期葛洪所著的抱朴子，记述如下：“或用枣心木为飞车，以牛革结环剑，以引其机。或存念作五蛇六龙三牛、交罡而乘之，上升四十里，名为太清。太清之中，其气甚罡，能胜人也。”其中的“飞车”被一些人认为是关于竹蜻蜓的最早记载，并认为该玩具通过贸易传入欧洲。在欧洲一幅1463年的圣母圣子像中出现了竹蜻蜓的形象。现代航空先驱乔治·凯利最早也利用过竹蜻蜓来进行航空器的试验。
风筝，古称纸鸢，大概在2000多年前由中国人发明，它是人类最早的重于空气的航空器之一。相传在春秋时期墨子和鲁班曾造过木鸢，但以当时的技术水平实现的可能性不大。而纸质的风筝最早见于楚汉相争时期，其故事有两个不同的版本。唐代的传说是韩信率军将项羽困于垓下时，下令造了一个很大的纸鸢，让身轻如燕的张良坐在上面飞到楚军上空高唱楚歌，以瓦解楚军军心。宋代的传说则是韩信为了掘地道攻入未央宫而利用风筝来测算距离。虽然以韩信生活的时代技术水平未必真的能实现载人飞行，但比空气重的风筝能克服自身的重量在空中持续飞行则是不争的事实。风筝传到西方后其利用空气动力学原理获得升力的原理成为最有价值的飞行机理之一。
天灯，又名孔明灯，是一种利用低密度的热空气升空的航空器，被视作今天热气球的雏形。传说天灯在三国时代由诸葛亮发明，用于军事用途。而在五代时期天灯已经非常普遍，不但用在军事上，而且还被用于节日放飞烘托喜庆气氛。或许看着手中放飞的天灯升入夜空，人们会想象自己也飞到天上与繁星为伍。

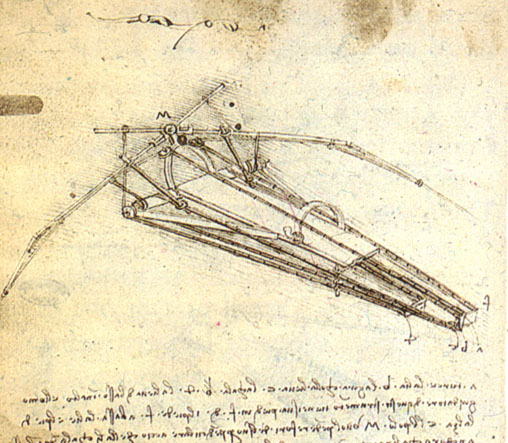
达·芬奇的扑翼机设计图。

### 欧洲
而在欧洲方面，人类对于飞行的研究最早可以追溯到古希臘阿爾希塔斯所製造的機械鴿。根据今人的研究机械鸽为蒸汽动力，试飞时飞了有200m左右的距离。然而年代久远，记述不清，以当时的科学技术是否真的能实现存在争论。进入中世纪后，欧洲宗教当道，百业俱废，航空事业也远远落后于当时的其它地区，但这并不意味着欧洲人停止了追寻飞行的梦想。当时甚至还有人模仿神话中的伊卡洛斯用羽毛做成翅膀企图飞行，这种模仿鸟类的飞行尝试一直持续到17世纪。
到了文艺复兴时期人们开始理性地探求飞行的方式。意大利艺术家和科学家达·芬奇科学地研究了飞行问题，并把他对鸟类飞行的长期研究写成了《论鸟的飞行》一书。后人根据此书和他的一些其他手稿将他看作航空科学的先知。17世纪时意大利的另一位科学家乔瓦尼·阿方索·博雷利深入探讨了人类肌肉、骨骼和飞行的关系，指出人类没有鸟类那样轻质的骨架、发达的胸肌和光滑的流线型身体，一个体重60kg的人，至少得具备1.8m宽的胸腔才能支持扇动翅膀所需要的肌肉。他因此得出结论认为人类的肌肉力量不足以像鸟类那样振动翅膀克服自身重力做长时间飞行。他的结论宣告了人类欲模仿鸟类那样进行自力扑翼飞行努力的失败。但人类在模仿鸟类飞行的活动中积累了许多宝贵的知识和经验，为日后真正实现飞行带来了一丝曙光。

## 近代歷史

### 气球

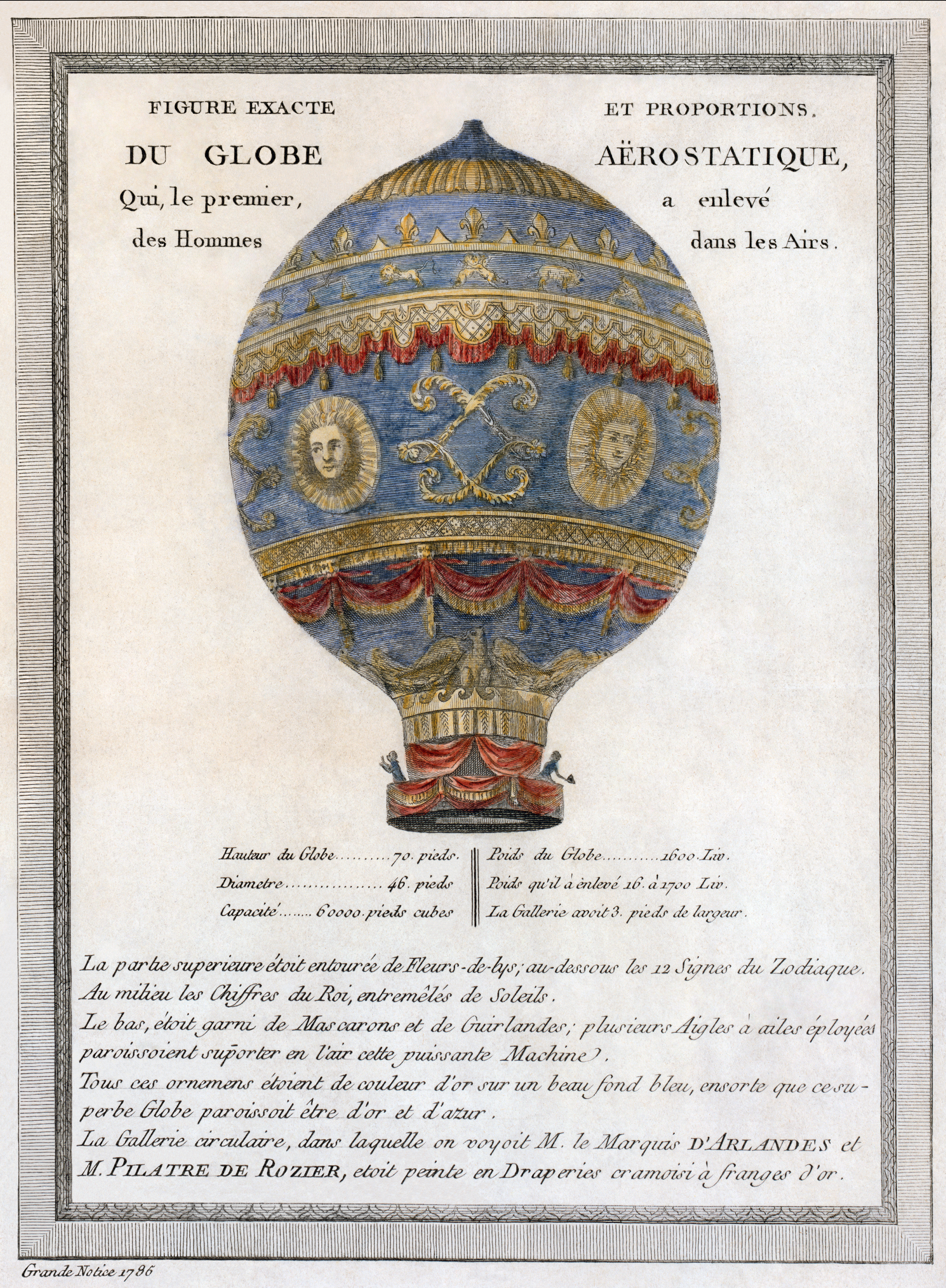
孟格菲兄弟的1783年热气球和其技术数据，绘制于1786年。

18世纪的工业革命推动了科学技术的发展，为人类实现真正的飞行奠定了基础。18世纪中期纺织工业的发展带来了更轻巧、更结实的布料，欧洲开始有人尝试制作大型的热气球。1783年6月4日，法国的孟格菲兄弟设计的以麻布为材料的热气球进行了第一次成功的公开升空表演  。他们在热气球的底部燃烧干草和羊毛，燃烧产生的热空气被导入气球内部。由于热空气的密度小于冷空气，气球被充满后便因为空气的静浮力而升空。热气球的原理和中国的天灯相同，是轻于空气的航空器，但重要的是这时欧洲人已经掌握了其中有关空气密度和浮力之间的关系。1783年11月21日，两位法国人（德·羅齊耶和達爾朗德）乘坐孟格菲热气球升到1000m的高空飞行了12km，完成了人类首次载人航空的壮举，标志着近代航空史的开端。
热气球试飞后不久，氢气球也被发明了。氢气的密度比热空气更低，而且不会像热气球一样在短时间内就冷却下降，它的浮空和操作性能更好。1783年12月1日，两名法国人乘坐氢气球在巴黎首次进行了自由飞行。1887年8月22日。天津武备学堂教师华蘅芳制造的中国第一个氢气球在天津成功升空。

### 飞艇

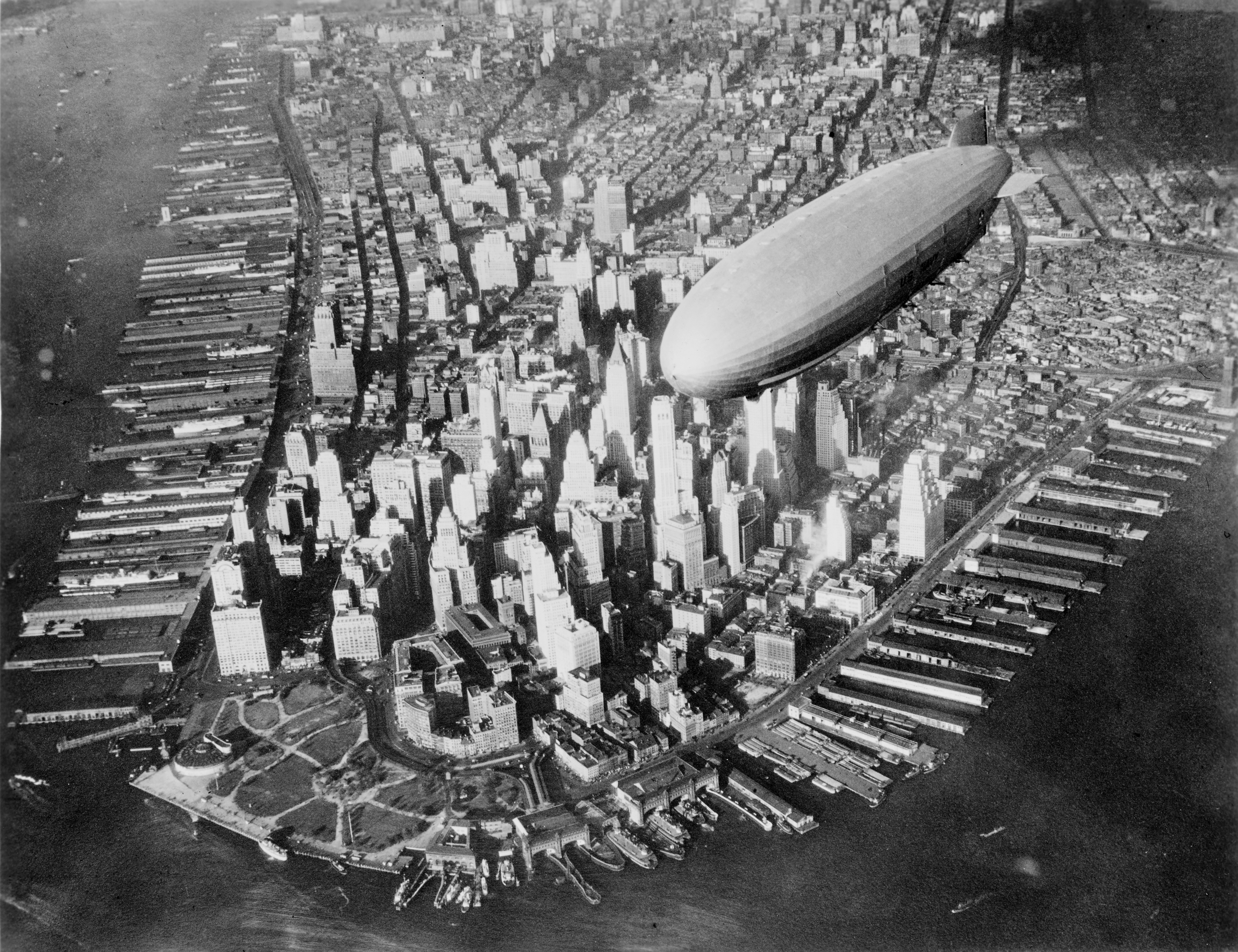
齐柏林公司为美国海军制造的阿克伦号飞艇，翱翔在旧纽约的上空。

熱氣球的发明并没有带来很大变革，因為它没有安装操纵装置，只能夠随风漂流，否则就需要地面用绳索进行引导，缺乏实用价值。为了解决这个问题，法国人讓-皮埃爾·布蘭查德在1784年將一個手動螺旋槳安裝到了氣球上，发明了可以操纵的无动力飞艇。1852年亨利·吉法爾将一台功率为2237w的蒸汽机安装到了气球上以驱动一个三叶螺旋桨，製造了首架由動力驅動的飛艇，同年9月24日，他驾驶这艘飞艇从巴黎飞抵特拉普斯，航程28km，完成了飞艇的首次载人飞行。
1899年德国人斐迪南·冯·齐柏林设计制造了第一艘硬式飞艇，采用汽油为燃料的内燃机为动力，大大提高了飞艇的飞行速度。它圆柱形的艇身内充氢气，长128m，直径11.58m；艇下装有两个吊舱，可乘5人。1900年7月2日第一艘齐柏林飞艇试飞成功，在300m的高度飞行了15km。由于它的载客量和高性能，齐柏林飞艇成为在民用和军用领域均具实用价值的航空器。大型硬式飞艇在其全盛时期成為了當時高載客量及載貨量的空中交通工具，它能夠載乘客及貨物進行長途飛行，其中最著名的便是德國的齊柏林公司。齊柏林公司最成功的飛艇是齊柏林伯爵號。它總共飛行超過一百萬英里，包括1929年8月的環球飛行。
1899年华侨谢缵泰在香港设计完成了中国号电动飞艇，带有详细图纸和资料，是中国最早的飞艇设计。

### 固定翼飞机的发明

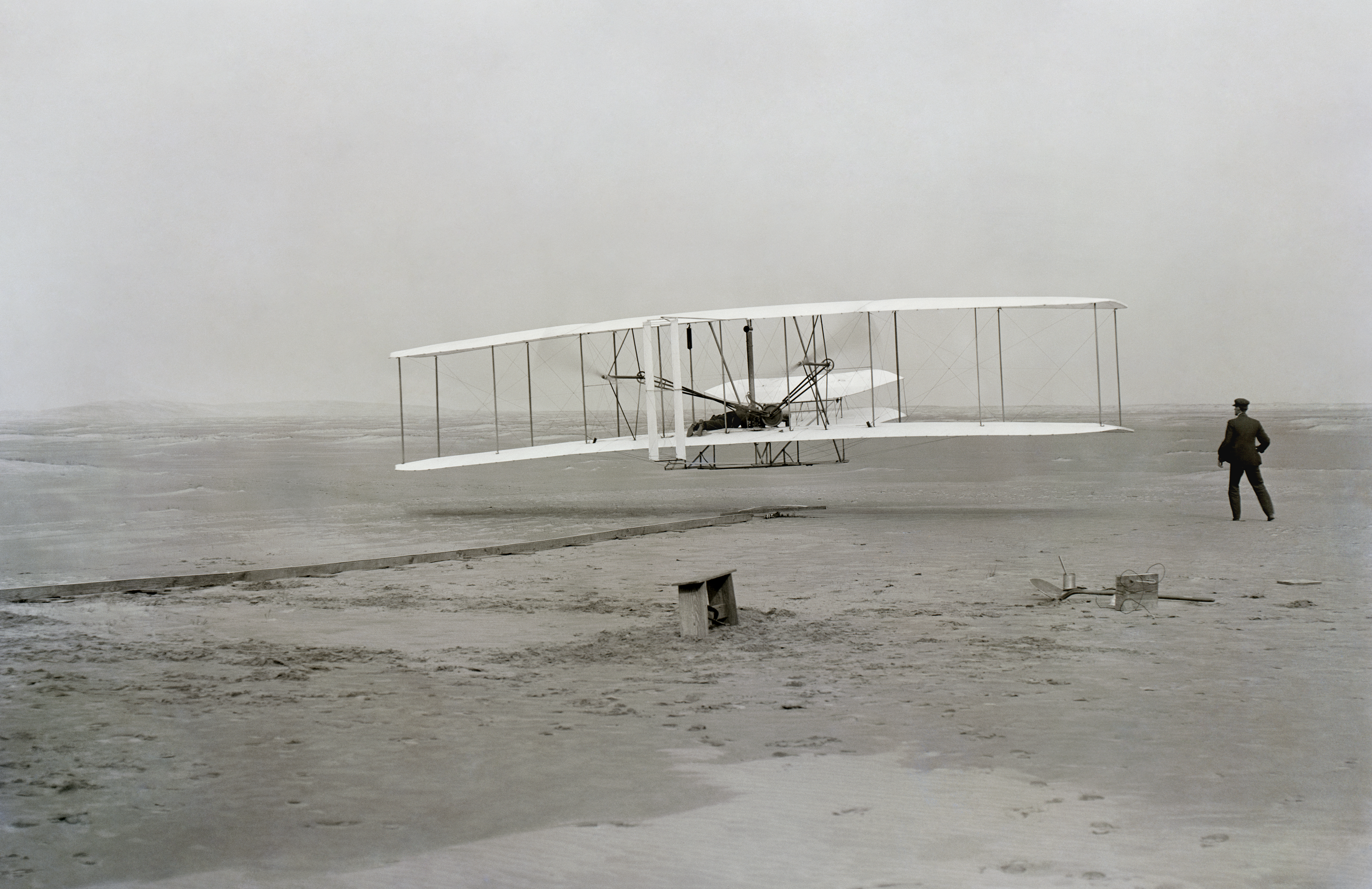
1903年12月17日，莱特兄弟驾驶自行研制的飞行者一号完成了人类史上首次飞机的受控持续飞行。

气球和飞艇这些轻于空气的航空器的发展为重于空气的航空器的发展积累了经验。在飞艇占领了近代的天空时，它们体积巨大、维护费用高昂、航速缓慢和安全性不好的缺点也开始为人诟病。一些航空先驱开始将目光转向固定翼飞机的研究。但要使重于空气的航空器升空并能受控持续飞行，就必须解决升力、动力和稳定操纵的难题。他们的研究大多由设计和试飞滑翔机和风筝开始。19世纪初英国人乔治·凯利首先提出利用固定机翼产生升力，利用不同的翼面控制、推进飞机的设计概念。为了验证自己理论的有效性，1849年他建造了第一架滑翔机并进行了试飞。
关于飞机的动力和稳定操纵难题，当时航空界存在两种观点。其中以美国科学家塞缪尔·兰利为代表的一方认为飞机的动力问题是重中之重，因为当时蒸汽机效率不高，体积和重量对于飞机来说也不堪重负，因此很难实现飞机的动力飞行。而以德国人奥托·李林达尔为代表的一方则认为应首先通过试飞无动力的滑翔机解决飞机设计的问题和培养飞行员的操纵技术。在效率较高、体积小而相对轻巧的内燃机出现以后兰利曾在他的飞机场号上安装了大马力发动机尝试载人飞行，但由于飞机的机翼设计和操纵系统不成熟，两次尝试均告失败。而李林达尔则在1891年和弟弟一起制作了一架滑翔机，成功飞过30m的距离，却在5年后的一次飞行试验中不幸失事身亡。

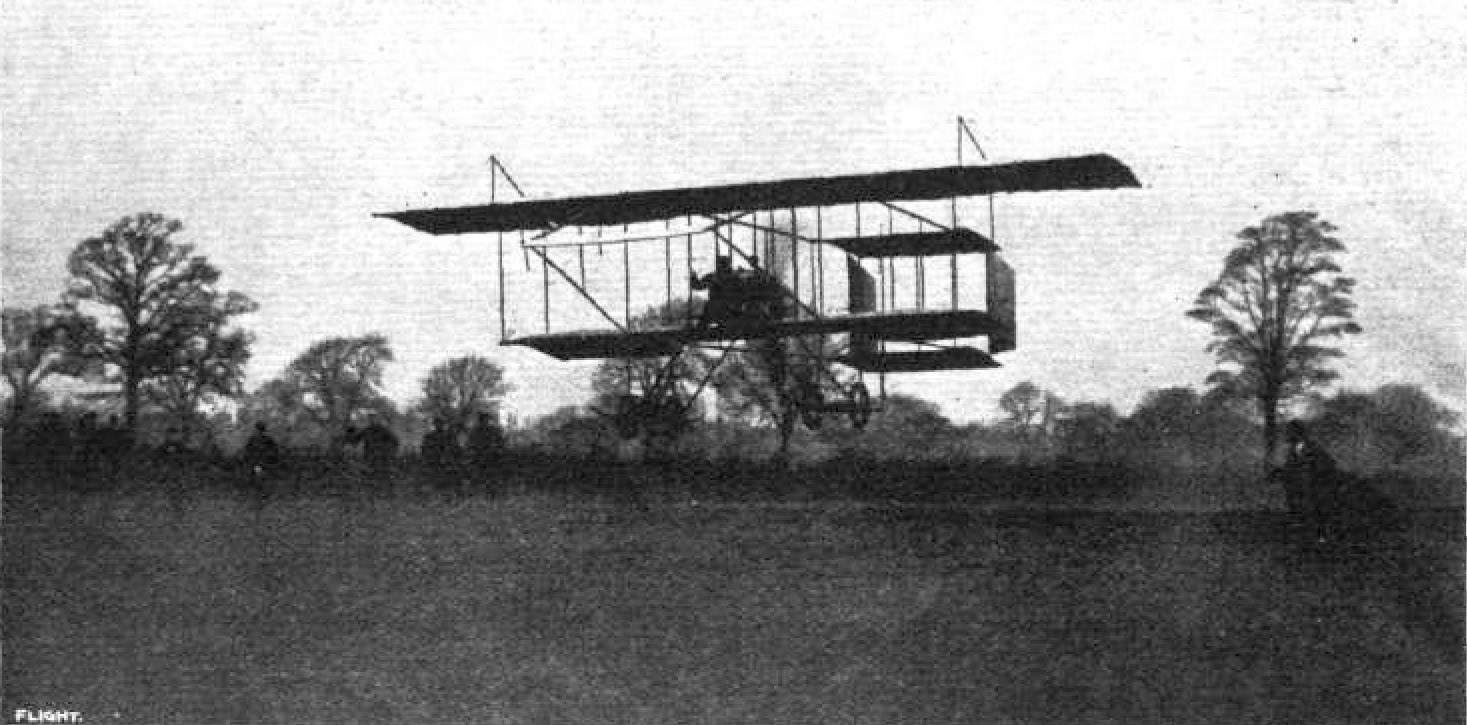
1910年伦敦到曼彻斯特飞行比赛时路易·波朗的法尔曼－III双翼飞机

关于世界上最早的固定翼機到底是由谁发明各国尚存在争议，但较为普遍的观点是由美國人莱特兄弟發明。莱特兄弟赞同李林达尔的观点，先通过风筝和滑翔机来检验机翼的升力设计和航空操纵系统，并在加装动力之前进行了大量滑翔机训练来培养作为飞行员的素养。在发现前人的研究数据可能有误后，他们打造了风洞进行了大量的实验，为200多种不同的翼型进行了上千次的测试。通过上述的技术积累两兄弟发现了增加升力的原理，设计出控制飞机平衡、俯仰和转弯的航空操纵方式，并找到了保持横侧稳定的方法，从而基本解决了飞机的操纵性和稳定性的问题，为飞机飞行原理奠定了理论基础。1903年12月17日他们在美国西海岸小鹰镇成功试飞了自行研制的飞行者一号，这次飞行作为“第一次重于空气的航空器进行的受控的持续动力飞行”被国际航空联合会（FAI）所认可。
1909年9月21日，中国航空先驱冯如在旧金山奥克兰驾驶冯如1号成功试飞，开创了中国的航空事业。两年后他返华为中国的航空事业奔走，却不幸在1912年8月25日的广州燕塘试飞中失事，经抢救无效去世。
莱特兄弟发明飞机后，世界各国的航空事业也在迅速发展。1909年7月25日，法国人路易·布莱里奥驾驶自行设计的单翼飞机飞越了英吉利海峡，1910年3月28日法国人亨利·法布尔又成功试飞了首架水上飞机。1913年8月2日，俄罗斯人伊戈尔·伊万诺维奇·西科尔斯基成功试飞了四发动机的大型飞机。短短幾年间飞机的性能得到了很大提高，飞行速度达到200km/h，续航时间超过13h，飞行高度达到6500m。

### 飞机在近代战争中的演化
飛機經過11年的改良之後，第一次世界大戰爆發，使飛機的用途改變了，主要負責偵察、轟炸甚至進行地面攻擊。而这个时期的飛機變得更大更可靠，有些更用來商業載客。至於飛艇方面，
1920至30年代是航空史上的一大進步，例如1927年查爾斯·林德伯格成功橫渡大西洋。而當時最成功的飛機便是道格拉斯公司的DC-3，它的高載客量令航空公司有利可圖，為航空史寫下新一頁。而在第二次世界大戰期間，不少城市都興建了機場。戰爭令航空科技進步，而世界上首枚火箭和噴射機也是在戰爭時期開發的。

## 现代
戰後，航空界出現了巨大轉變，不少飛機用作商業或私人用途，大量退役戰機機師和軍機投入民航服務，這情況在北美洲最為明顯。飛機製造商如塞斯納等都擴大其生產規模，生產更多中小型飛機。在50年代，德·哈維蘭公司所製造的彗星飛機成為了首架民航噴射機，而波音707則成為首款被廣泛使用的民航噴射機，而螺旋槳飛機的角色能轉為服務一些低客量的航線。
1961年4月12日，尤里·加加林成為首個能夠飛上太空的人，而在1969年7月21日，尼爾·阿姆斯特朗則成為首個登陸月球的人。而在60年代開始，人們發現用複合材料製造的飛機比傳統的更寧靜、更具燃油效益和更適合，但更富進步性的是飛機儀器及飛控技術的改良，出現了GPS、電晶體、通信衛星、電腦和LED顯示器，這些科技使駕駛艙裡的儀器得以減少，節省空間，對較小型的飛機有極大幫助，飛行員除了能夠準確地駕駛飛機，還能夠準確地觀察地形和飛機周圍的環境。在1969年首款大量投入服務的超音速協和式客機首航，它的飛行速度高達2馬赫，比一般民航機快一倍，成為當時最快的空中交通具之一。
2004年6月21日，太空船1號成為首架能飛上太空的私人飛機，為航空業界開拓一個新的市場。同時，飛機燃料亦可由其它新能源取代，如電、乙醇、甚至太陽能，這些新燃料將會被廣泛採用在小型飛機。